# モアナと伝説の海 (シリーズ)
『モアナと伝説の海』（モアナとでんせつのうみ、原題: Moana; 市場によっては『Vaiana』や『Oceania』として知られる）は、2016年にアメリカのアニメ映画『モアナと伝説の海』の公開をきっかけに始まったディズニーのメディアミックスである。この映画はウォルト・ディズニー・アニメーション・スタジオが制作し、ウォルト・ディズニー・ピクチャーズが配給した。
このフランチャイズは、2016年のアニメ映画『モアナと伝説の海』と2024年11月27日に公開予定の続編、そして2016年の映画の実写版が含まれており、実写版は2026年7月10日に公開予定である。

## 映画
| 映画              | 公開日         | 監督                                                                               | 脚本                                         | 原案 | 製作                                                         |
| アニメーション    | アニメーション | アニメーション                                                                     | アニメーション                               | アニメーション | アニメーション                                               |
| ----------------- | -------------- | ---------------------------------------------------------------------------------- | -------------------------------------------- | --- | ------------------------------------------------------------ |
| モアナと伝説の海  | 2016年11月23日 | ジョン・マスカー、ロン・クレメンツ 共同監督 クリス・ウィリアムズ、ドン・ホール     | ジャレド・ブッシュ                           | ロン・クレメンツ、ジョン・マスカー、クリス・ウィリアムズ、ドン・ホール、パメラ・リボン、アーロン＆ジョーダン・カンデル | オスナット・シューラー                                       |
| モアナと伝説の海2 | 2024年11月27日 | デイビット・ダーリック・ジュニア、ジェイソン・ハンド 共同監督 ダナ・ルドゥ・ミラー | ジャレッド・ブッシュ、ダナ・ルドゥー・ミラー | - | クリスティーナ・チェン、イヴェット・メリノ                   |
| 実写              |                |                                                                                    |                                              | |                                                              |
| モアナと伝説の海  | 2026年7月10日  | トーマス・カイル                                                                   | ジャレッド・ブッシュ                         | - | ドウェイン・ジョンソン、ダニー・ガルシア、ハイラム・ガルシア |

### モアナと伝説の海（2016年）
『プリンセスと魔法のキス』（2009年）の監督を務めた後、クレメンツとマスカーはテリー・プラチェットの小説『モート』の映画化に取り組み始めたが、必要な映画化権を取得できなかったため、プロジェクトを続けることができなかった。この問題を避けるため、二人はオリジナルのアイデアを3つ提案した。そのうち、最終的に承認されたアイデアの発端は2011年に遡る。マスカーがポリネシア神話について調べ始め、デミゴッド（半神）マウイの英雄的な冒険に触れたことがきっかけだった。ポリネシアの豊かな文化に興味を持ったマスカーは、これがアニメーション映画にふさわしい題材だと感じた。その後まもなく、マスカーとクレメンツはプロットを書き、ジョン・ラセターに提案したところ、彼はリサーチ旅行を行うことを二人に勧めた。そのため、2012年にクレメンツとマスカーはフィジー、サモア、タヒチへ調査旅行を行い、南太平洋の人々と会い、彼らの文化について学んだ。当初、二人はマウイを主題とした映画を作る予定だったが、初期の調査旅行により、クレメンツは首長の若い娘に焦点を当てた新しいアイデアを提案した。
クレメンツとマスカーは、ポリネシアの人々が約3000年前に突然、長距離航海をやめたという事実に驚いた。ポリネシアの航海の伝統は、300年頃に始まり、ヨーロッパの探検家たちよりも遥か以前から存在していた。太平洋の先住民は、外部の侵入者が来る前から、世界と自分たちの位置についての知識を持っていた。例えば、カナカ・マオリ（ハワイ先住民）は、遠く離れた島々の存在を知っており、それらの場所に名前をつけ、社会の発展のために探検しようとしていた。この航海の伝統は、ヨーロッパの方位磁針による方向システムではなく、個々の視点に基づいた地理的知識システムによって可能となっていた。この航海の伝統が停止した理由は不明だが、気候変動とそれに伴う海流や風の変化が一つの説明として挙げられている。太平洋の先住民たちは、1000年後に再び航海を再開した。クレメンツとマスカーは、この時期、約2000年前の中央太平洋の架空の島を舞台に物語を設定し、フィジー、サモア、トンガの島々を参考にした。なお、モツ・ヌイは実際にはイースター島の南に位置するチリ領ポリネシアの実在する小島である。
映画の制作には5年を要し、その間、クレメンツとマスカーは南太平洋の専門家を集め、「オセアニア・ストーリー・トラスト」を結成した。彼らは物語が9つのバージョンを経て進化する中で、文化的な正確さと感受性について助言を行った。例えば、マウイを坊主頭で描くことや、モアナがココナッツを投げつけて癇癪を起こすシーンは、トラストから否定的な反応を受けたため、マウイは長髪に変更され、ココナッツのシーンも削除された。
2015年のD23エキスポにおけるディズニーのアニメ映画のラインナップ発表パネルで、モアナの姓が「ワイアリキ」であるとされていたが、最終的な映画ではその名前は使用されなかった。

### モアナと伝説の海2（2024年）
2020年12月、ディズニーの投資家向けデーの会議で、ウォルト・ディズニー・アニメーション・スタジオのチーフ・クリエイティブ・オフィサーであるジェニファー・リーは、2016年の映画『モアナと伝説の海』を基にしたミュージカルシリーズがDisney+向けに制作中であると発表した。2021年8月までに、オスナット・シューラーが再びプロデューサーを務めることが報じられた。2022年1月には、デイビット・ダーリック・ジュニアが脚本・監督を務めることが発表された。彼は前作のストーリーボードアーティストを担当していた。シリーズは、映画の脚本家であるジャレド・ブッシュによると、実写版『モアナと伝説の海』の制作と同時に進行していた。
2024年2月、ディズニーCEOのボブ・アイガーは、シリーズが劇場公開される続編『モアナと伝説の海2』に再構成されたことを発表し、デリックとシュラーが引き続きプロジェクトに参加するとした。5月に最初の予告編が公開された際、ジェイソン・ハンドとダナ・レドゥー・ミラーがデリックと共に共同監督を務めることが確認され、クリスティーナ・チェンとイヴェット・メリノに代わってプロデューサーを務めることが明らかにされた。

### モアナと伝説の海（2026年）
2023年4月、『ハリウッド・リポーター』は、ウォルト・ディズニー・ピクチャーズが『モアナと伝説の海』の実写映画化を進めていることを報じた。この映画は、ドウェイン・ジョンソン、ダニー・ガルシア、ハイラム・ガーシアが自身の制作会社セブン・バックス・プロダクションズの下でプロデュースし、フリン・ピクチャーズ・カンパニーのボー・フリンがプロデューサーを務め、アウリィ・カルバーリョとスコット・シェルドンがエグゼクティブ・プロデューサーを担当する。脚本はジャレド・ブッシュが手掛け、ジョンソンがマウイ役を再び演じることが予定されている。2024年6月12日には、キャサリン・ラガアイアが主人公モアナ役に決定したと発表された。
この映画は当初、2025年6月27日にアメリカで劇場公開される予定だったが、前年度に『モアナと伝説の海2』が公開されることから、公開日が2026年7月10日に延期された。

## 短編映画

### マウイの魚釣りチャレンジ（2017年）
『マウイの魚釣りチャレンジ』は、最初の映画のブルーレイおよびデジタルリリースとともに公開された。この短編映画は、マウイが魚を釣ろうとして失敗し、最終的にモアナが正しい釣り方を教えるという内容である。

## 他の映画での登場
モアナとヘイヘイは、2018年の映画『シュガー・ラッシュ:オンライン』にゲスト出演している。
モアナは、2023年のスペシャル『LEGO ディズニープリンセス:お城の冒険』で主要キャラクターの一人として登場する。
また、2023年の短編映画『ワンス・アポン・ア・スタジオ -100年の思い出-』では、最初の映画のキャラクターたちがカメオ出演している。

## 登場キャラクターとキャスト
| キャラクター       | アニメーション映画                                    | アニメーション映画         | 短編映画                 | 実写映画               |
| キャラクター       | モアナと伝説の海                                      | モアナと伝説の海2          | マウイの魚釣りチャレンジ | モアナと伝説の海       |
| キャラクター       | 2016年                                                | 2024年                     | 2017年                   | 2026年                 |
| ------------------ | ----------------------------------------------------- | -------------------------- | ------------------------ | ---------------------- |
| モアナ             | アウリイ・クラヴァーリョ ルイーズ・ブッシュ（幼少期） | アウリイ・クラヴァーリョ   | アウリイ・クラヴァーリョ | キャサリン・ラガイア   |
| モアナ             | 屋比久知奈 竹野谷咲（幼少期）                         | 屋比久知奈                 | 屋比久知奈               | -                      |
| マウイ             | ドウェイン・ジョンソン                                | ドウェイン・ジョンソン     | ドウェイン・ジョンソン   | ドウェイン・ジョンソン |
| マウイ             | 尾上松也                                              | 尾上松也                   | 尾上松也                 | -                      |
| タラ               | レイチェル・ハウス                                    | レイチェル・ハウス         |                          | レナ・オーウェン       |
| タラ               | 夏木マリ                                              | -                          |                          | -                      |
| トゥイ             | テムエラ・モリソン クリストファー・ジャクソン（歌）   | テムエラ・モリソン         |                          | ジョン・チュイ         |
| トゥイ             | 安崎求                                                | -                          |                          | -                      |
| シーナ             | ニコール・シャージンガー                              | ニコール・シャージンガー   |                          | フランキー・アダムス   |
| シーナ             | 中村千絵                                              | -                          |                          | -                      |
| ヘイヘイ           | アラン・テュディック                                  | アラン・テュディック       |                          |                        |
| タマトア           | ジェマイン・クレメント                                |                            |                          |                        |
| タマトア           | ROLLY                                                 |                            |                          |                        |
| 漁師               | オスカー・カイトリー                                  |                            |                          |                        |
| 村人               | トロイ・ポラマル プアナニ・クラヴァーリョ             |                            |                          |                        |
| 村人               | 天達武史 宮山知衣                                     |                            |                          |                        |
| シメア             |                                                       | カリーシ・ランバート＝ツダ |                          |                        |
| ロト               |                                                       | ローズ・マタフェオ         |                          |                        |
| ケレ               |                                                       | デヴィット・フェイン       |                          |                        |
| モニ               |                                                       | フアラーライ・チョン       |                          |                        |
| マタンギ           |                                                       | アウィマイ・フレイザー     |                          |                        |
| タウタイ・ヴァーサ |                                                       | ジェラルド・ラムゼイ       |                          |                        |

## テーマパーク
モアナはディズニーパークでグリーティングキャラクターとして登場する。

### ジャーニー・オブ・ウォーター
『ジャーニー・オブ・ウォーター』は、地球の水循環を描いたウォークスルー型の水のトレイルアトラクションであり、2023年10月16日にエプコットでオープンした。

## その他
このフランチャイズの主人公であるモアナは、ディズニープリンセス・フランチャイズの一員である。2016年の映画に登場する敵役タマトアとカカモラは、ディズニーヴィランズ・フランチャイズの一部として含まれている。